# Фиџи на Светском првенству у атлетици у дворани 2012.
Фиџи је учествовао на Светском првенству у атлетици у дворани 2012. одржаном у Истанбулу од 9. до 11. марта други пут. Репрезентацију Фиџија представљала су два такмичара (1 мушкарац и 1 жена), који су се такмичили у две дисциплине.
Фиџи није освојио ниједну медаљу али је Рој Равана оборио национални а Данијел Алакија је оборила лични рекорд.

## Учесници
| Мушкарци: - Рој Равана — 60 м | Жене: - Данијел Алакија — 400 м |  |

## Резултати

### Мушкарци
| Атлетичар  | Дисциплина | Лични рекорд | Квалификације | Квалификације | Полуфинале           | Полуфинале           | Финале               | Финале  | Детаљи |
| Атлетичар  | Дисциплина | Лични рекорд | Резултат      | Место         | Резултат             | Место                | Резултат             | Место   | Детаљи |
| ---------- | ---------- | ------------ | ------------- | ------------- | -------------------- | -------------------- | -------------------- | ------- | ------ |
| Рој Равана | 60 м       |              | 7,17 НР       | 2. у гр. 3    | Није се квалификовао | Није се квалификовао | Није се квалификовао | 37 / 60 |        |

### Жене
| Атлетичарка     | Дисциплина | Лични рекорд | Квалификације | Квалификације | Полуфинале            | Полуфинале            | Финале                | Финале       | Детаљи |
| Атлетичарка     | Дисциплина | Лични рекорд | Резултат      | Место         | Резултат              | Место                 | Резултат              | Место        | Детаљи |
| --------------- | ---------- | ------------ | ------------- | ------------- | --------------------- | --------------------- | --------------------- | ------------ | ------ |
| Данијел Алакија | 400 м      |              | 1:00,00 ЛР    | 5. у гр. 2    | Није се квалификовала | Није се квалификовала | Није се квалификовала | 26 / 30 (32) |        |